# Krhovice
Krhovice är en ort i Tjeckien.   Den ligger i regionen Södra Mähren, i den sydöstra delen av landet, 190 km sydost om huvudstaden Prag. Krhovice ligger 204 meter över havet och antalet invånare är 499.
Terrängen runt Krhovice är platt.Runt Krhovice är det ganska tätbefolkat, med 56 invånare per kvadratkilometer. Närmaste större samhälle är Znojmo, 10,1 km väster om Krhovice. Trakten runt Krhovice består till största delen av jordbruksmark.